# Landtag Reuß jüngerer Linie (1880–1883)
Der Landtag im Fürstentum Reuß jüngerer Linie der Periode 1880 bis 1883 wurde  am 23. September 1880 in zwei Kurien gewählt. Drei Mandate wurden durch die Höchstbesteuerten (HB) gewählt die anderen in allgemeinen Wahlen (AW) in Ein-Personen-Wahlkreisen bestimmt. Daneben bestand eine Virilstimme für den Inhaber des Reuß-Köstritzer Paragiums (RKP). 
Als Abgeordnete wurden gewählt:
| Name                              | Partei       | Wohnort            | Kurie | Wahlkreis | Anmerkung                                               |
| --------------------------------- | ------------ | ------------------ | ----- | --------- | ------------------------------------------------------- |
| Heinrich Julius Alberti           | NLP          | Schleiz            | AW    | 7         |                                                         |
| Heinrich Gustav Behr              | DFP          | Gera               | AW    | 1         | Verstorben am 17. August 1881. Nachfolger: Goßler       |
| Wilhelm Karl Ferdinand Fischer    |              | Wurzbach           | AW    | 10        |                                                         |
| Ludwig Walther Fürbringer         | NLP          | Gera               | HB    |           |                                                         |
| Karl Franz Goßler, gen. Brätter   | SDAP/SAPD    | Gera               | AW    | 1         | Ab 17. November 1881 für Behr                           |
| Kurt Arnim Graesel                |              | Hohenleuben        | AW    | 6         | Mandat am 25. April 1881 niedergelegt. Nachfolger: Rohn |
| Ferdinand Gustav Hartig           |              | Gera               | AW    | 2         |                                                         |
| Heinrich IV. von Reuß-Köstritz    |              | Köstritz           | RKP   |           |                                                         |
| Karl Bernhard Jäger               | linksliberal | Hirschberg/Saale   | AW    | 12        |                                                         |
| Christian Heinrich Lautenschläger | kons.        | Langenwolschendorf | AW    | 8         |                                                         |
| Ernst Friedrich Lothes            |              | Gera               | HB    |           |                                                         |
| Johann Theodor Wilhelm Meyer      |              | Gera               | HB    |           |                                                         |
| Wilhelm Christian Friedrich Oehm  |              | Lobenstein         | AW    | 11        |                                                         |
| Karl Berthold Reinhold Reuschel   |              | Ebersdorf          | AW    | 9         |                                                         |
| Heinrich Rohn                     |              | Triebes            | AW    | 6         | Ab 17. November 1881 für Graesel                        |
| Johann Paul Schlick               |              | auf Zwötzen        | AW    | 5         |                                                         |
| Franz Hermann Schlutter           |              | Zwötzen            | AW    | 4         |                                                         |
| Karl Friedrich Anton Wartenburg   | DFP          | Gera               | AW    | 3         |                                                         |

Landtagskommissar war der geheime Regierungsrat Robert Fischer. Unter dem Alterspräsidenten Gustav Behr wählte der Landtag Julius Alberti als Landtagspräsidenten. Als Vizepräsident wurde Karl Wartenburg gewählt. Schriftführer war Franz Schlutter. Stellvertretender Schriftführer war Heinrich Lautenschläger.
Der Landtag trat vom 31. Oktober 1880 bis zum 20. Mai 1882 in 28 öffentlichen Plenarsitzungen in zwei Sitzungsperioden zusammen. Der Landtagsabschied datiert vom 3. September 1883.
Für die Zeit zwischen den Sitzungsperioden wurde ein Landtagsausschuss gewählt. Dieser bestand aus:
| Landesteil                      | Mitglied           | Stellvertreter                   | Von-Bis |
| ------------------------------- | ------------------ | -------------------------------- | ------- |
| Landesteil Gera                 | Walther Fürbringer | Friedrich Lothes                 |         |
| Landesteil Schleiz              | Julius Alberti     | Heinrich Lautenschläger          |         |
| Landesteil Lobenstein-Ebersdorf | Bernhard Jäger     | Wilhelm Christian Friedrich Oehm |         |